# خرشنة بيضاء

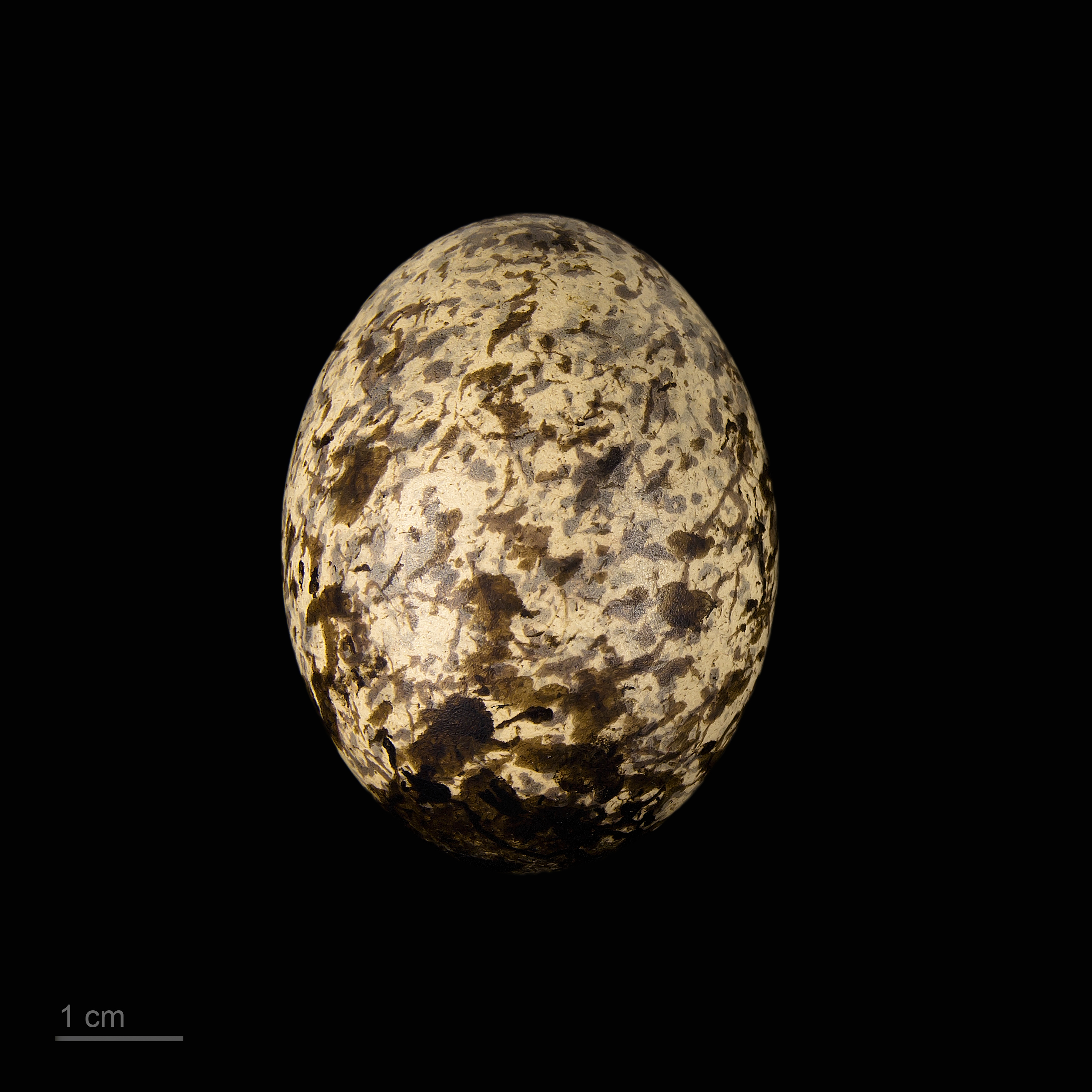
Gygis alba

خرشنة بيضاء أو خرشنة جنية أو ابلة أبيض (الاسم العلمي Gygis alba)، طائر بحري من فصيلة النورسية ورتبة إفجيجيات. أعطانه جميع مناطق المحيطات المدارية.